# Lölsberg
Lölsberg ist ein Ortsteil von Overath im Rheinisch-Bergischen Kreis in Nordrhein-Westfalen, Deutschland.

## Lage und Beschreibung
Das landwirtschaftlich geprägte Ortsteil Lölsberg liegt oberhalb des Aggertals nahe einem Landschaftsschutzgebiet. Die nächsten Ortschaften sind der alte Klosterstandort Cyriax, Leyenhaus, Eulenthal und Warth. Vom Zentrum Overaths aus erreicht man Lölsberg über die Propsteistraße (Kreisstraße 25). Mit der Buslinie 575, die zwischen Overath und Much verkehrt, ist er an den öffentlichen Nahverkehr angeschlossen. Das Gebiet enthält Feuchtgrünflächen mit besonderer Pflanzen- und Tierwelt und ist von Wanderwegen erschlossen, etwa dem Lyrikweg.

## Geschichte
Die Topographia Ducatus Montani des Erich Philipp Ploennies, Blatt Amt Steinbach, belegt, dass der Wohnplatz bereits 1715 drei Hofstellen besaß, die als Lülsberg beschriftet sind. Carl Friedrich von Wiebeking benennt die Hofschaft auf seiner Charte des Herzogthums Berg 1789 als Hultzberg. Aus ihr geht hervor, dass der Ort zu dieser Zeit Teil der Honschaft Heiliger im Kirchspiel Overath war.
Der Ort ist auf der Topographischen Aufnahme der Rheinlande von 1817 als Lolsberg verzeichnet. Die Preußische Uraufnahme von 1845 zeigt den Wohnplatz unter dem Namen Lölsberg. Ab der Preußischen Neuaufnahme von 1892 ist der Ort auf Messtischblättern regelmäßig als Lölsberg verzeichnet.
1822 lebten 56 Menschen im als Hof kategorisierten und als Lülsberg bezeichneten Ort, der nach dem Zusammenbruch der napoleonischen Administration und deren Ablösung zur Bürgermeisterei Overath im Kreis Mülheim am Rhein gehörte. Für das Jahr 1830 werden für den als Hof und Lülsberg bezeichneten Ort 66 Einwohner angegeben. Der 1845 laut der Uebersicht des Regierungs-Bezirks Cöln als Dorf kategorisierte und als Lölsberg bezeichnete Ort besaß zu dieser Zeit 12 Wohngebäude mit 74 Einwohnern, alle katholischen Bekenntnisses. Die Gemeinde- und Gutbezirksstatistik der Rheinprovinz führt Lölsberg 1871 mit 13 Wohnhäusern und 55 Einwohnern auf. Im Gemeindelexikon für die Provinz Rheinland von 1888 werden für Lölsberg 11 Wohnhäuser mit 51 Einwohnern angegeben. 1895 besitzt der Ort neun Wohnhäuser mit 45 Einwohnern und gehörte konfessionell zum katholischen Kirchspiel Marialinden, 1905 werden zwölf Wohnhäuser und 70 Einwohner angegeben.

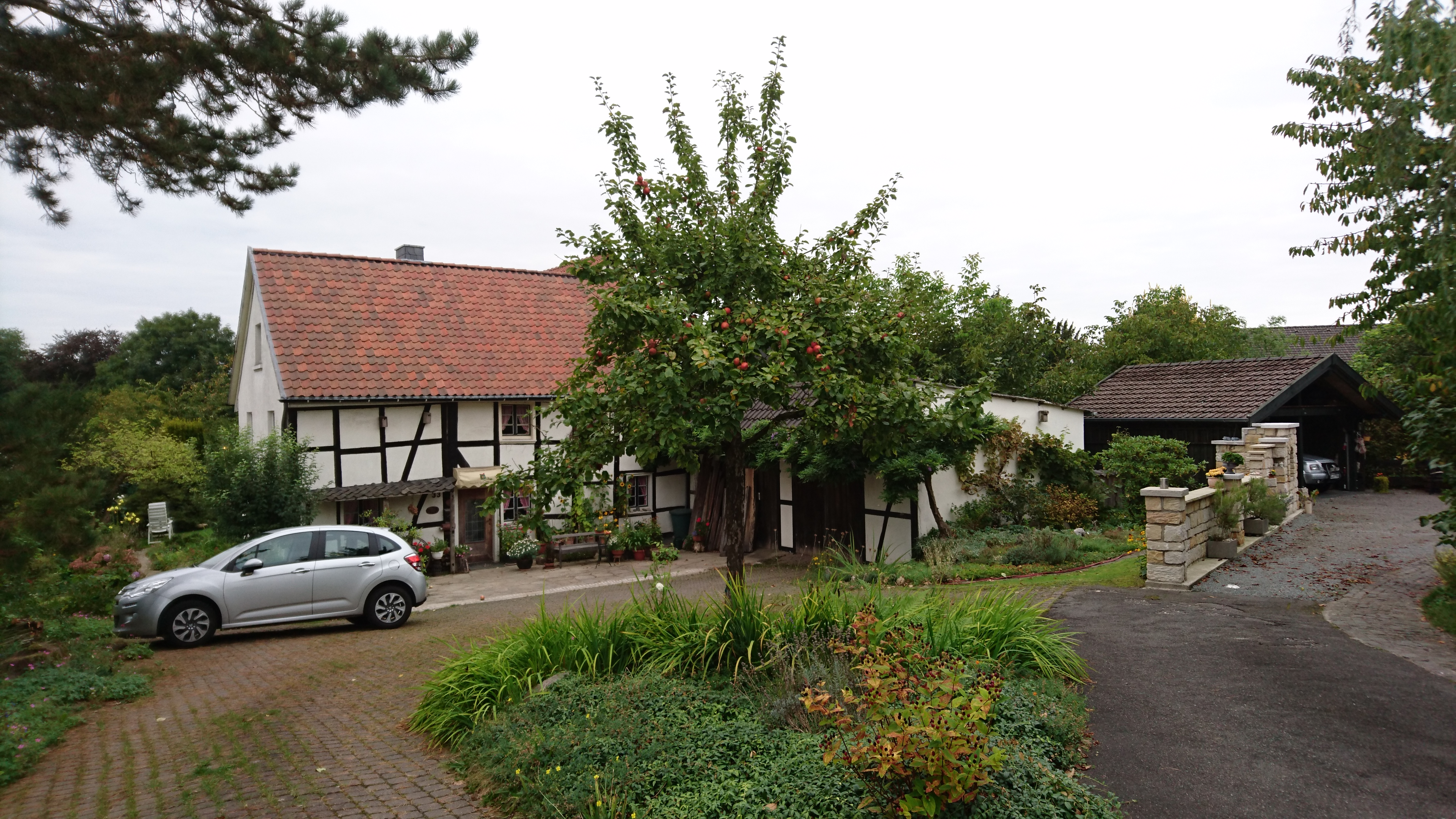
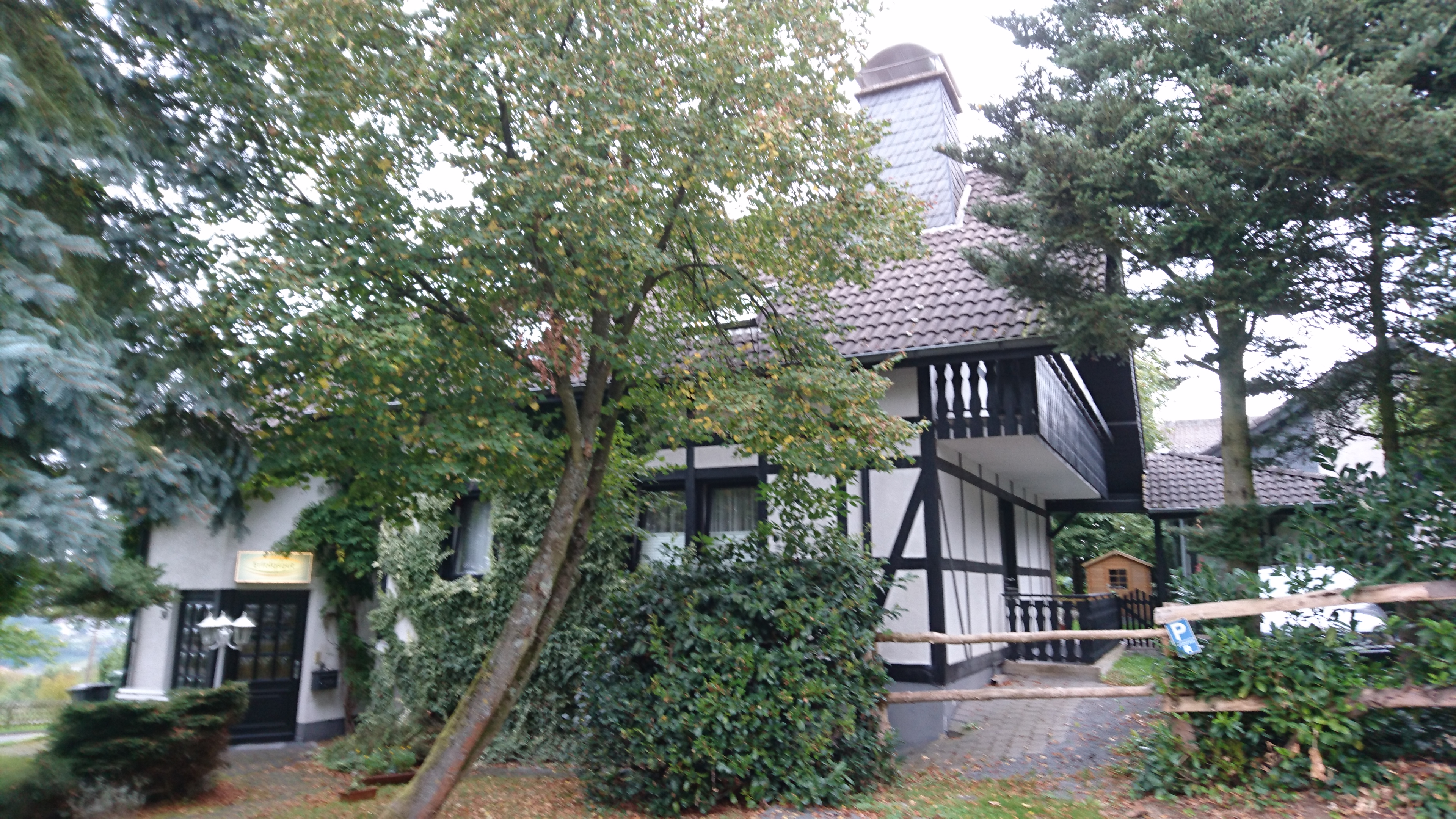
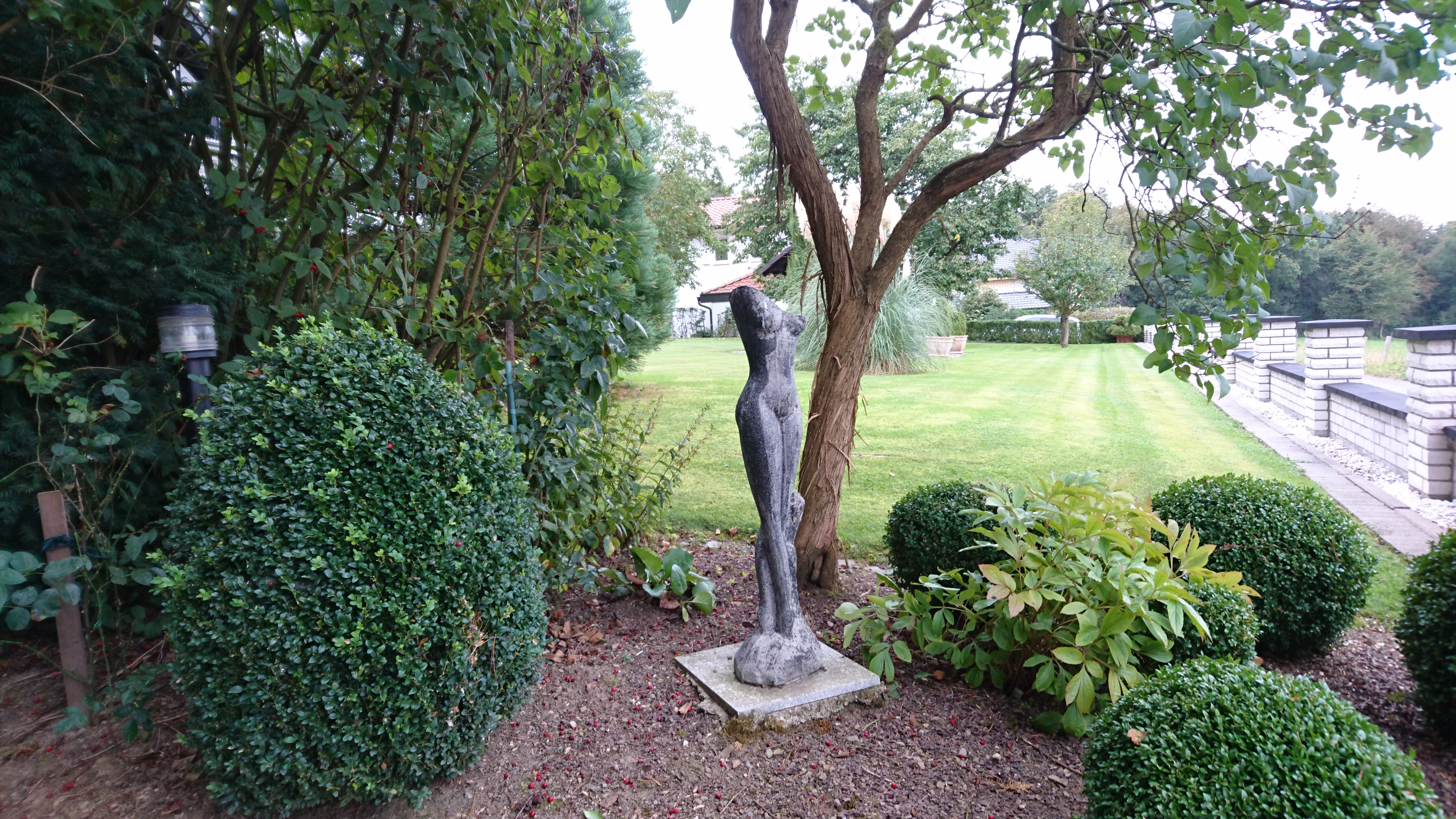
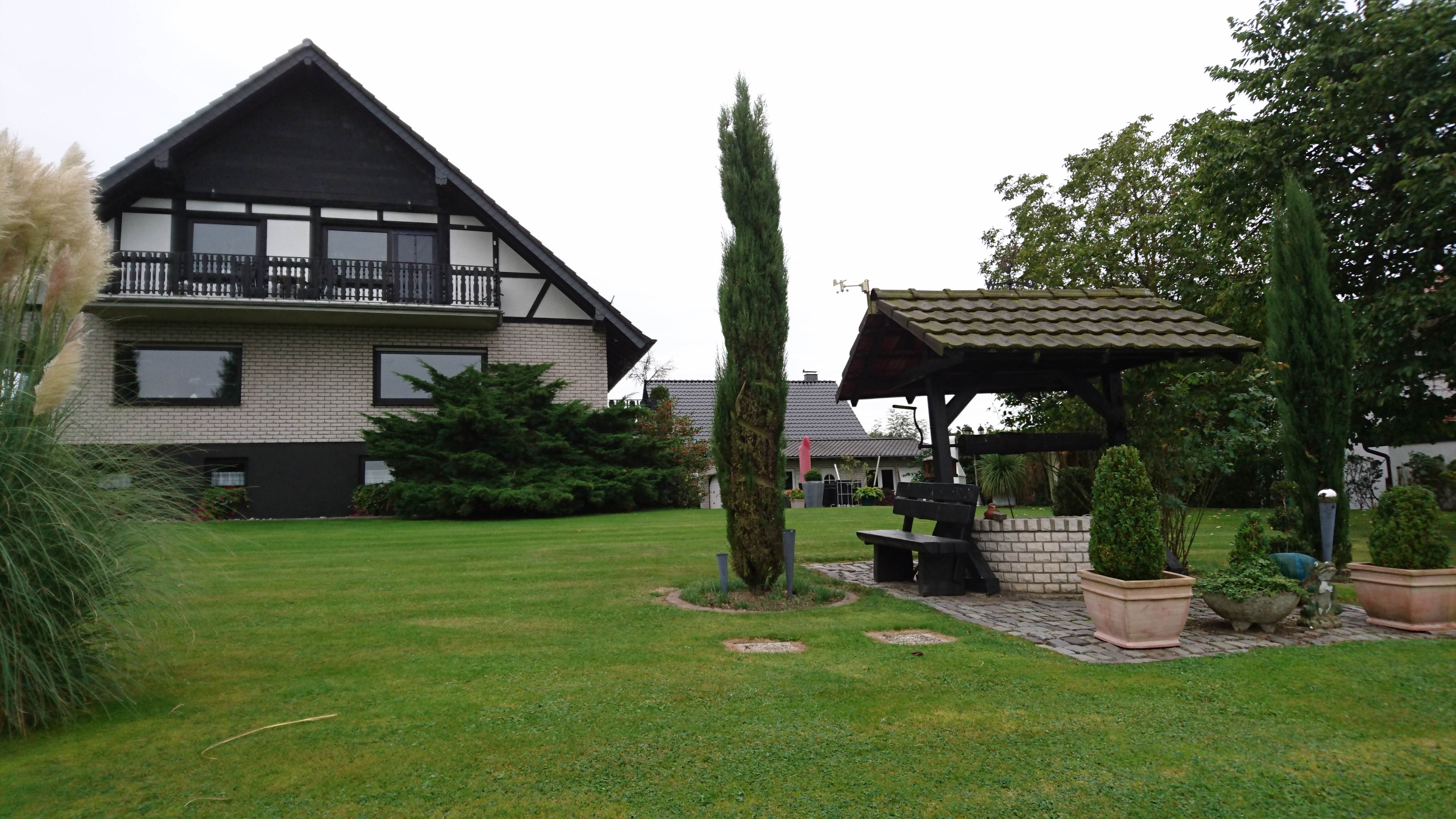